# Automòbil de turbina

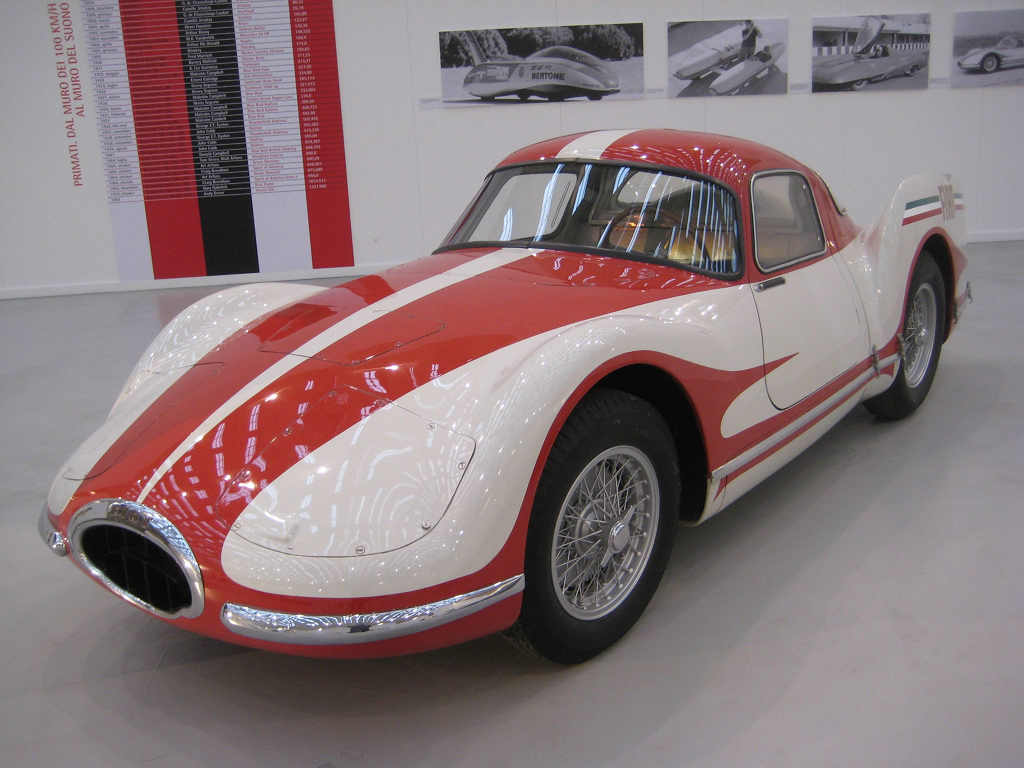
Fiat Turbina.

Un automòbil de turbina és un automòbil propulsat per una turbina de gas. Pel fet que l'arbre primari de sortida d'una turbina de gas gira a un nombre de rpm molt elevat, les unitats aplicades a un automòbil necessiten un sistema reductor que permeti la seva aplicació a la transmissió d'un automòbil.

## Introducció

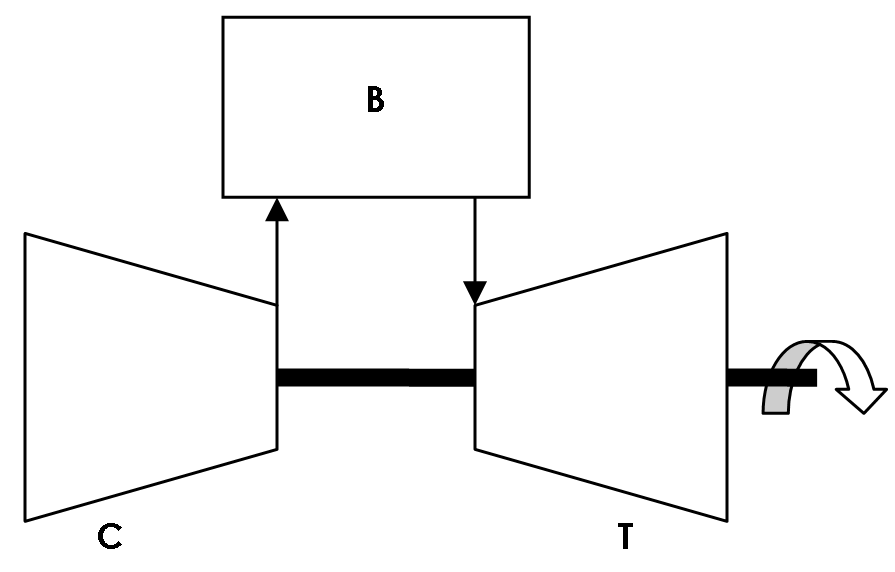
Figura 1. Esquema general d'una turbina de gas. En general, es tracta d'un eix muntat amb compressor C i turbina T, al qual s'intercala una cambra de combustió B

Les turbines de gas aplicades als vehicles automòbils consten de diverses parts (vegeu figura 1) que cal identificar abans d'entrar en detalls.
- Segons la figura 1, el conjunt C representa el compressor. El compressor aspira i comprimeix una certa quantitat d'aire atmosfèric. La potència necessària la proporciona un arbre o eix, “l'arbre del compressor”, mogut per una turbina situada a la sortida de la cambra de combustió.
- A la sortida del compressor, l'aire comprimit entra en la cambra de combustió B. Allí hom hi afegeix combustible (amb un  sistema d'injecció adequat) i es produeix la combustió del mateix. Els gasos calents resultat de la combustió surten de la cambra de combustió per un passatge expressament dissenyat a l'efecte.
- Els gasos calents esmentats mouen la turbina del compressor (unida al compressor mitjançant l'arbre del compressor) i van a parar a la sortida de la turbina (T).
  - La turbina motriu pot coincidir amb la turbina del compressor. En aquest cas només hi ha un arbre motriu i de compressor.
  - És freqüent que hi hagi dos arbres separats, moguts per dues turbines: l'arbre de compressor (mogut per la turbina de compressor) i l'arbre motriu (mogut per la turbina motriu).
  - L'arbre motriu està representat per un segment de línia negra horitzontal a la dreta de la turbina amb una fletxa que indica la rotació.

### Detalls interessants
- A l'entrada del compressor hi ha una obertura física que permet el cabal d'aire i el limita si és massa petita. La secció de pas és una superfície (que es pot mesurar en cm2). Aquest paràmetre ha estat aprofitat en els reglaments de competició perquè permet limitar la potència d'una turbina determinada.[1]
- Com més alta és la relació de compressió i la temperatura dels gasos a la sortida de la cambra de combustió, millor és el rendiment de la turbina.[2]
  - A la pràctica hi ha un problema de materials relacionats amb les turbines.[3] Cal limitar la temperatura dels gasos. Generalment s'aconsegueix usant un excés d'aire (que rebaixa la temperatura dels gaso però rebaixant el rendiment de la turbina).
- És possible millorar el rendiment emprant un bescanviador que escalfa l'aire comprimit (a la sortida del compressor) amb els gasos d'escapament.[4]

### Resum general
Les turbines de gas tenen un consum específic al fre més alt que els motors de pistó. Aquest és el motiu principal que dificulta la seva aplicació als automòbils.

## Història

### 1948. Rover P4 Turbine
El gener de 1940 hi va haver la primera reunió entre Sir Frank Whittle (un dels inventors del motor de reacció i directiu de la companyia Power Jet) i Maurice Wilks (enginyer en cap de la firma BRM) amb l'objectiu de col·laborar en un automòbil amb motor de turbina. Després de molts anys de proves i de treballs conjunts amb Rolls-Royce, a principis de 1947 Rover va finalitzar satisfactòriament les proves d'un motor de turbina adaptat a l'automòbil.
Es tractava d'un motor de 100 CV de potència a 55.000 rpm. Hi havia un compressor centrífug (mogut per una turbina) que enviava l'aire a dues cambres combustió. Un cop iniciada la combustió gairebé qualsevol combustible que hom hi injectés cremava sense problemes (gasolina, dièsel, parafina…). El consum era excessiu i fou evident que caldria afegir un bescanviador per a millorar el rendiment. Un aspecte interessant era que la versió millorada del motor (amb 230 CV) tenia un règim de funcionament que variava entre les 7.000 rpm del ralentí fins a les 55.000 rpm de velocitat màxima. Calia un motor auxiliar per a engegar la turbina però, un cop en marxa, no necessitava de cap caixa de canvis, ni d'embragatge. La turbina actuava com un enorme convertidor de parell integrat en el conjunt.

### 1949-1950. Rover JET1
Rover JET1

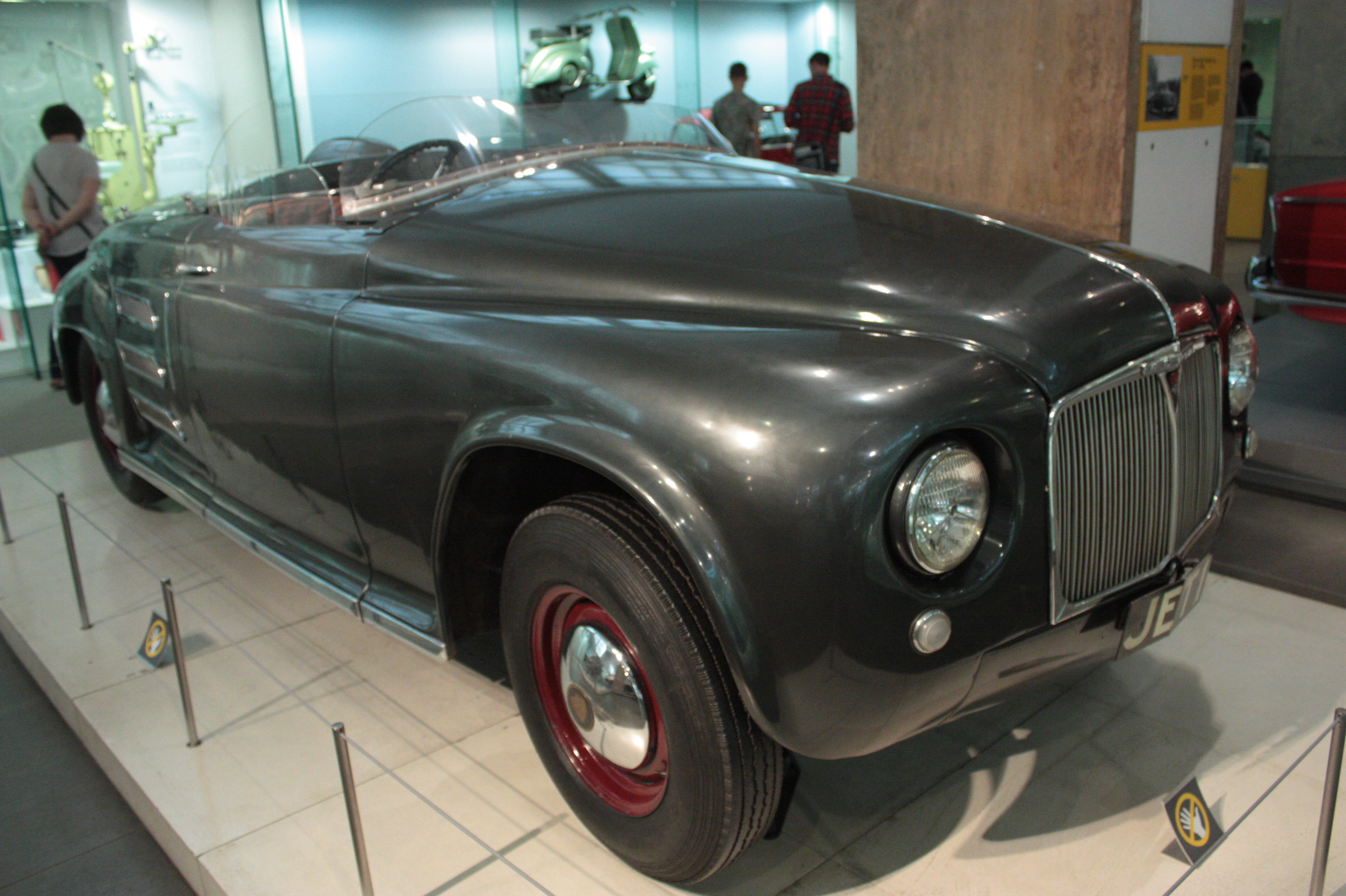
Rover Jet 1
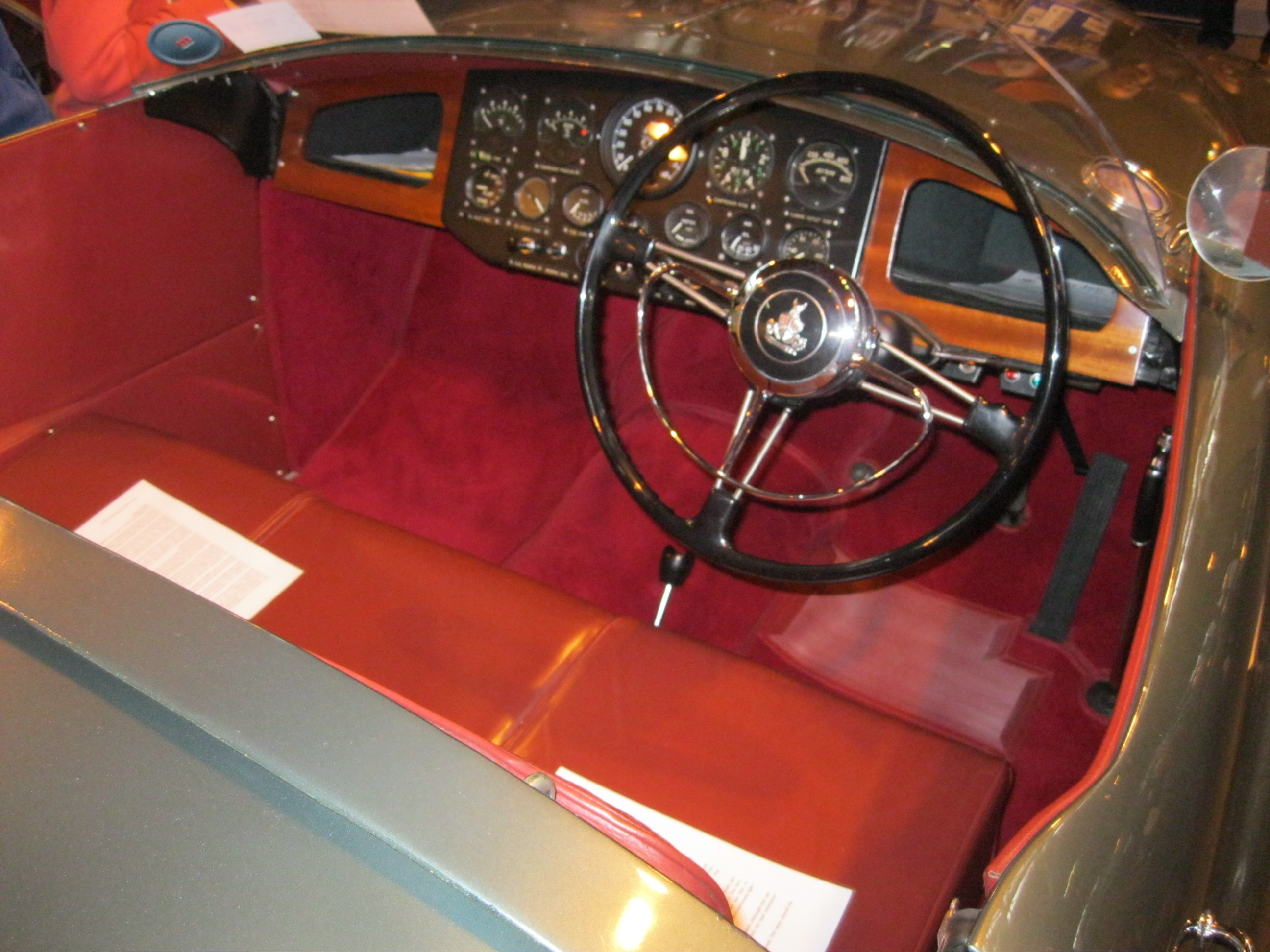
Rover Jet 1.
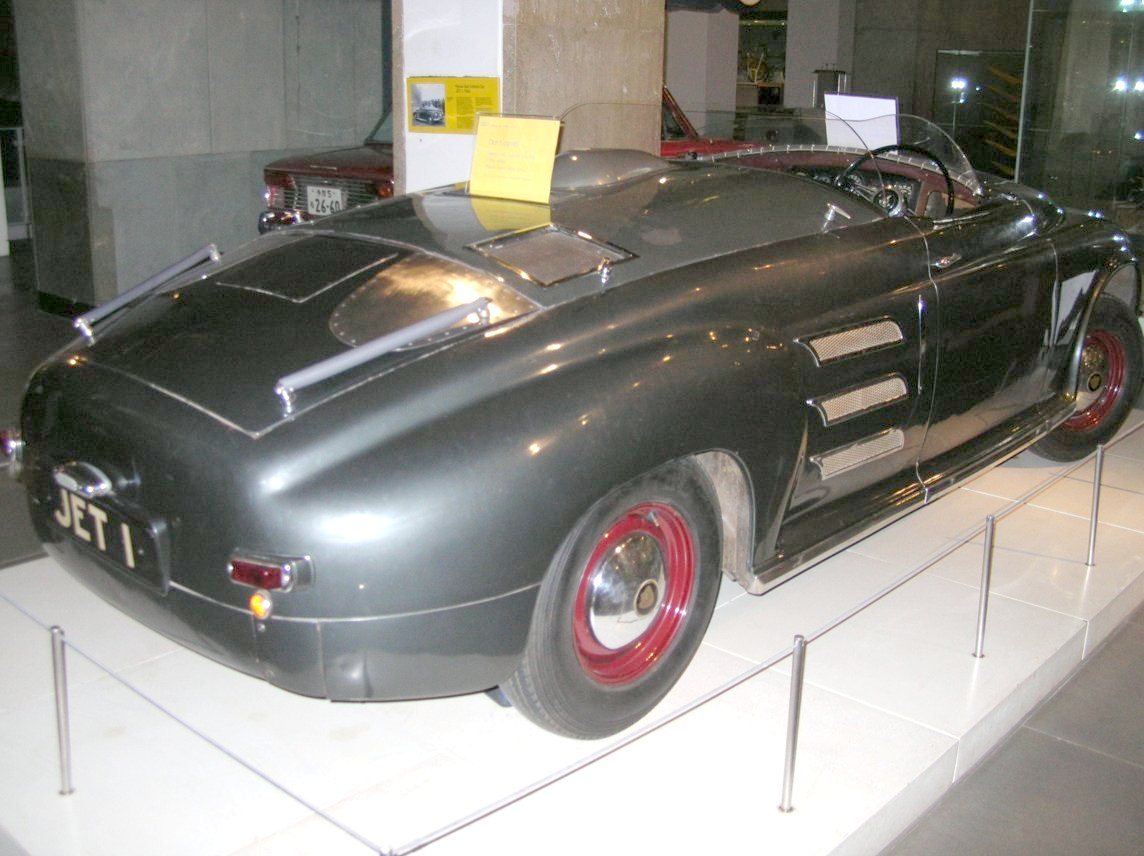
Rover Jet 1

### 1952. Socema-Gregoire

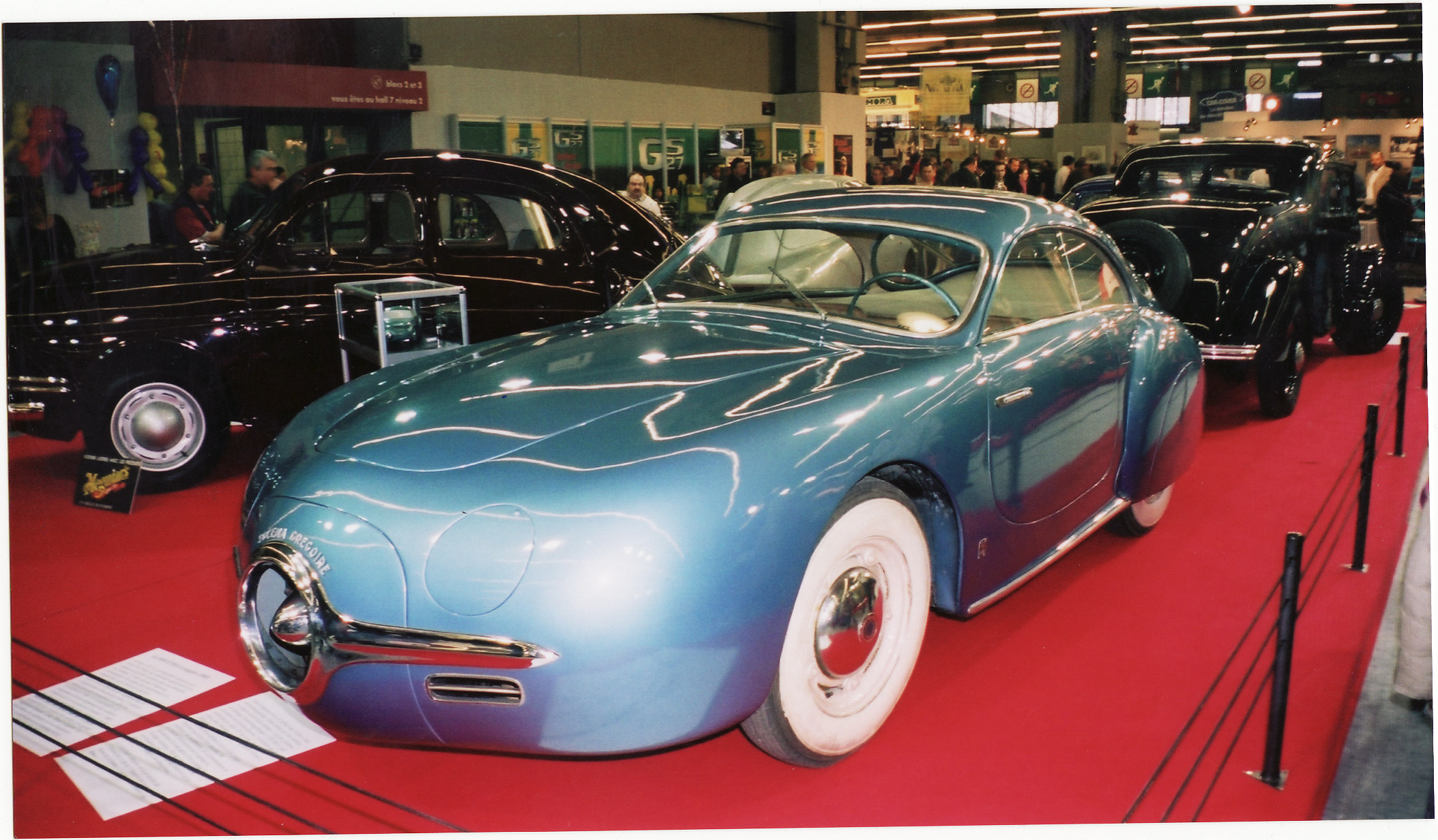
Protipus Socema-Grégoire amb motor de turbina. 1952.

La companyia francesa SOCEMA (Société de construction et d'équipements mécaniques pour l'aviation), fabricant turbines de gas per al sector aeronàutic, volia fabricar un automòbil per a batre el rècord mundial per a cotxes amb turbina de gas. Per al motor va dissenyar una turbina petita amb una potència de 100 CV que pesava 130 kg (model TGV 1 Cema Turbo). Es tractava d'un turbina que constava d'un turbocompressor centrífug mogut per una turbina d'alta pressió (45.000 rpm) i d'una turbina motriu de baixa pressió (a unes 23.000 rpm) que accionava un arbre motor mitjançant un sistema reductor.
La part automòbil (xassís i carrosseria) fou encarregada a l'enginyer Jean-Albert Grégoire. Sobre un xassís d'alumini colat (Alpax), adaptat de l'automòbil Hotchkiss-Grégoire, va dissenyar una carrosseria molt aerodinàmica i característica de planxa d'alumini.
El projecte va fracassar abans de començar quan Rover va batre un rècord que superava el màxim previst per al Socema-Grégoire.

### 1953. General Motors Firebird
General Motors Firebird

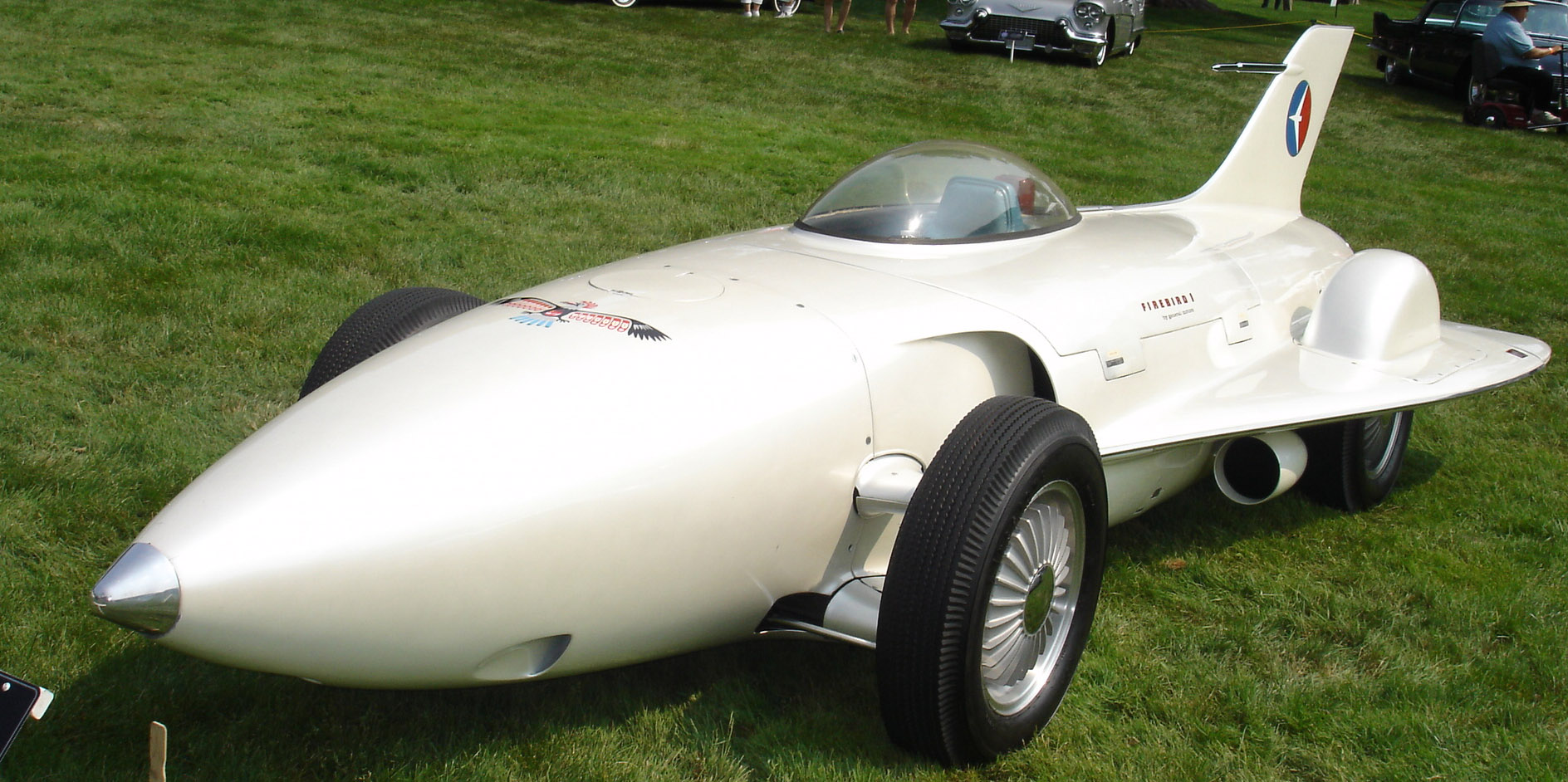
GM Firebird XP-21, també anomenat Firebird 1.

El prototipus XP-21 Firebird era un monoplaça que es va presentar per primer cop a l'hotel Waldorf Astoria de Nova York (General Motors Motorama, 1954). Es tractava d'un vehicle de 2.500 lliures de pes, d'aspecte semblant a un avió, que disposava una potència de 370 CV a 13.000 rpm. La caixa de canvis era de dues velocitats. La carrosseria era de resina reforçada amb fibra de vidre. El dipòsit de combustible (querosè), d'una capacitat de 
35 galons estava situat a la part davantera, en el morro del vehicle (!!).
Les imatges i les crítiques escrites de l'època mostren un disseny molt poc pràctic. Els frens de tambor estaven situats a l'exterior de les rodes per a un millor refredament. Amb les rodes davanteres exteriors i no carenades el conjunt devia ser molt poc aerodinàmic.

### 1954. Plymouth Turbine
Chrysler turbine engines
El 1954 Chrysler va presentar a l'hotel Waldorf Astoria un automòbil model Plymouth equipat amb motor de turbina. Es tractava d'un disseny amb bescanviador de calor (“regenerator”) que, escalfant l'aire comprimit amb els gasos d'escapament abans d'entrar a la cambra de combustió, reduïa el consum de combustible.
- En la travessa del continent americà s'obtingué un rendiment de 13,5 milles/galó.

### 1954. Fiat Turbina
Fiat Turbina

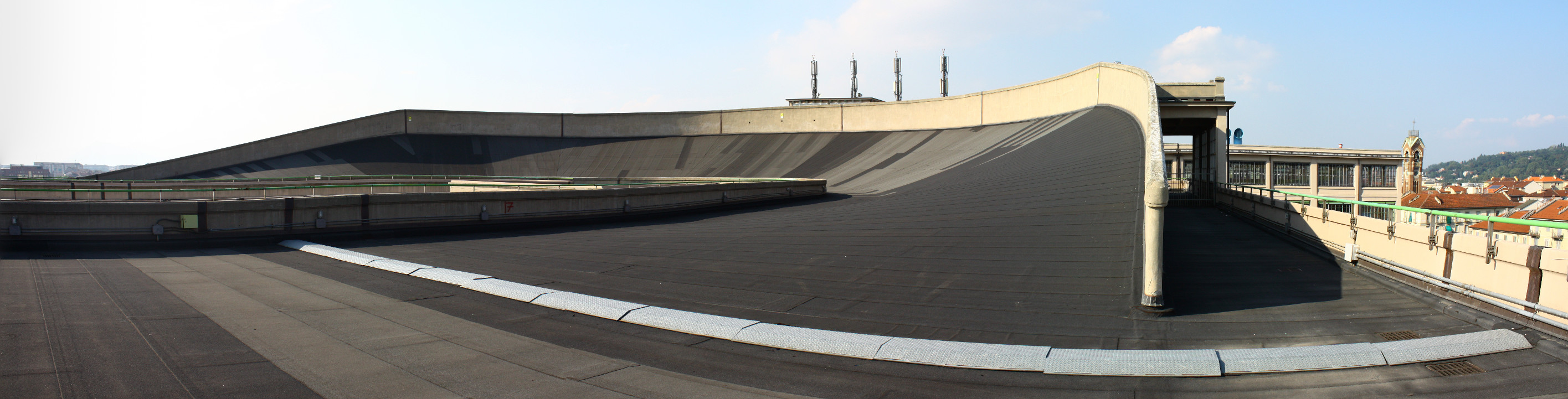
Una part del circuit de proves de la fàbrica Lingotto de FIAT a Torí.

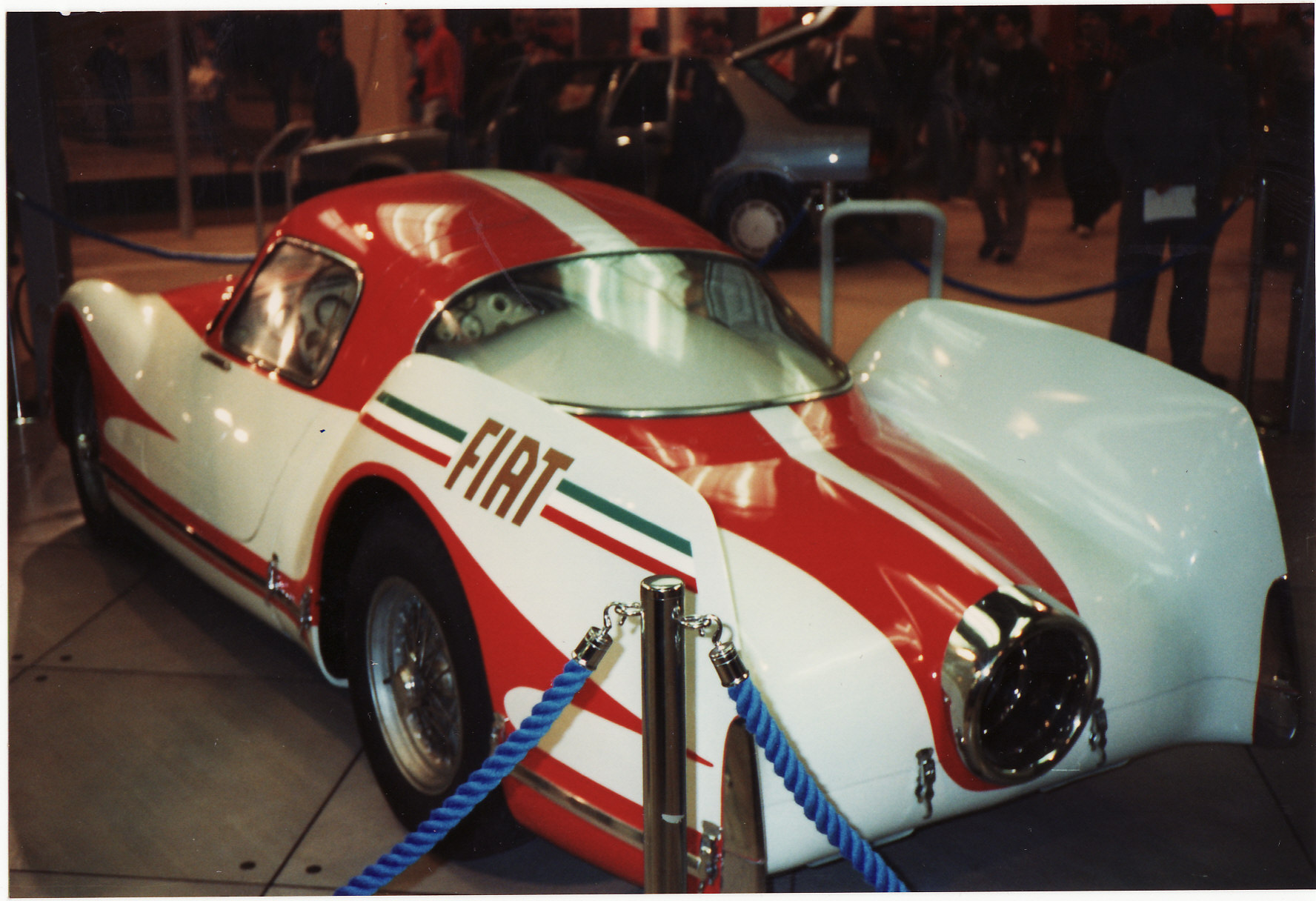
Fiat Turbina.

Fiat va investigar sobre una turbina aplicada a l'automòbil des de 1948. L'any 1954 va fer les primeres proves d'un prototipus al circuit construït al sostre de la fàbrica Lingotto.
La turbina disposava d'un compressor de dues etapes i una turbina única. La turbina motriu, separada de la turbina del compressor també era d'un rodet únic. El motor equipava un sistema reductor des de la turbina fins a l'arbre motor de sortida. La carrosseria i el xassís foren el projecte de l'enginyer Luigi Fabio Rapi. La potència declarada era de 250 CV (220kW) a 22.000 rpm. La velocitat màxima estimada era d'uns 250 km/h. El coeficient aerodinàmic de penetració ((normalment indicat per: {\displaystyle \scriptstyle C_{\mathrm {d} }\,}, {\displaystyle \scriptstyle C_{\mathrm {x} }\,} or {\displaystyle \scriptstyle C_{\mathrm {w} }\,})) era de 0,14, un rècord –com a més baix – que va durar trenta anys.

### 1956. Rècords. Renault Étoile filante
Renault Étoile Filante

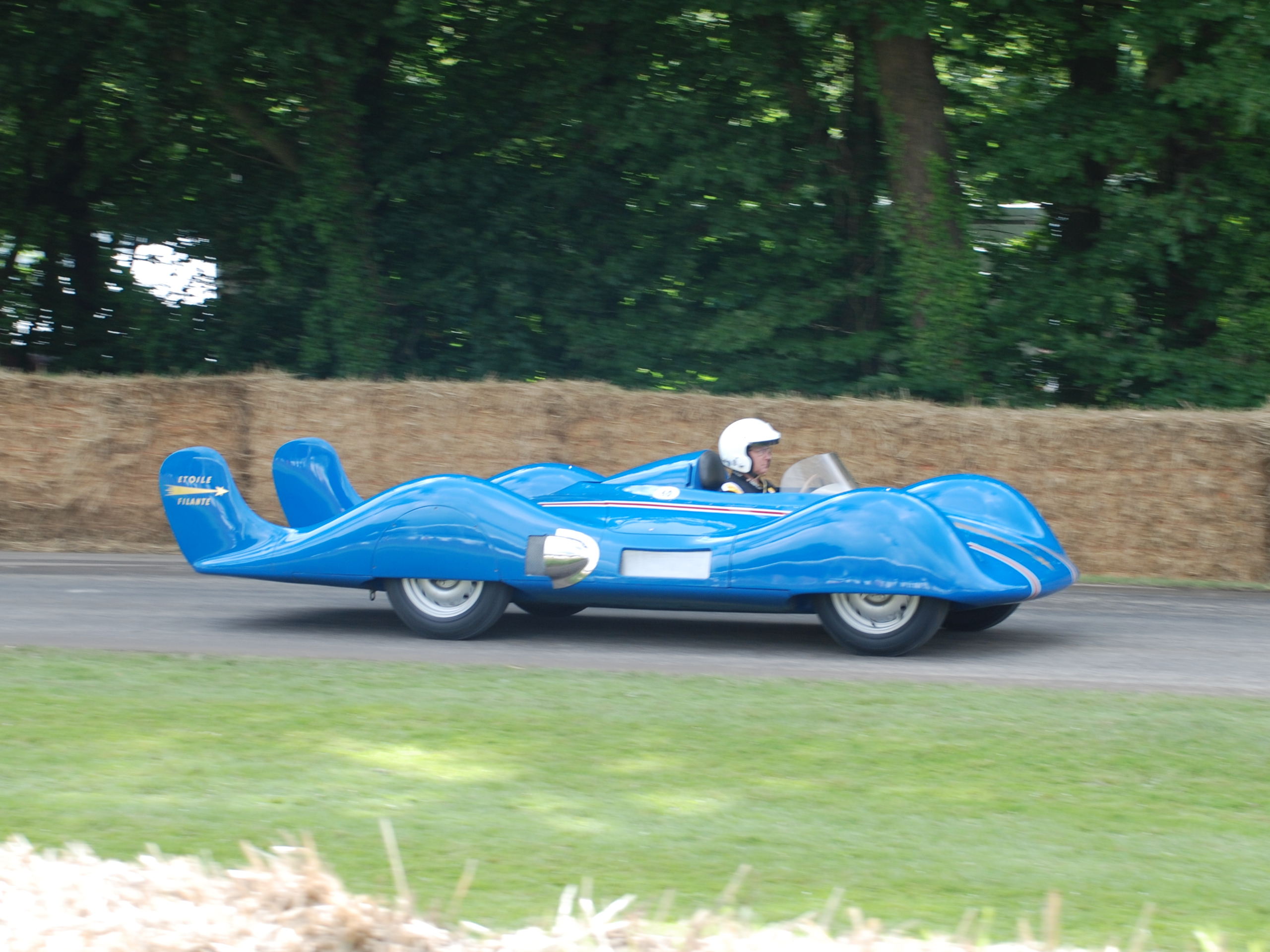
Renault Étoile filante.

Renault va experimentar sobre els automòbils de turbina amb el model “Étoile filante”. Aquest vehicle fou projectat per l'enginyer Albert Lory (creador dels victoriosos Delage dels Grands Prix amb motor de 1,5 litres).
Es tractava d'un vehicle amb xassís tubular, rodes independents i frens de disc Dunlop suspesos a l'interior, separats de les rodes. El motor era una turbina Turbomeca, model Turmo 1, de 270 CV. La carrosseria era monoplaça, oberta i sense portes. Molt aerodinàmica i destinada als rècords.
- L'any 1956, al llac salat de Bonneville a Utah (USA), va establir el rècord mundial de velocitat en 307,8 km/h.

### 1963. Chrysler Turbine Car
Chrysler Turbine Car
Des dels anys 50 del segle passat, Chrysler va experimentar amb la possibilitat d'automòbils propulsats per una turbina de gas. L'any 1963 va fabricar 55 unitats d'un vehicle normal de carrer, amb carrosseria Ghia (dissenyada i fabricada a Itàlia) i un motor de turbina amb regeneració de fabricació Chrysler. La majoria d'unitats (50) es varen cedir gratuïtament a persones particulars per a provar-les durant un període de tres mesos. Uns 200 usuaris tingueren la possibilitat d'usar un cotxe de turbina en la seva rutina normal diaria i informar dels resultats. El programa fou un èxit a nivell publicitari i va demostrar la viabilitat d'aquell model d'automòbil.

#### La turbina

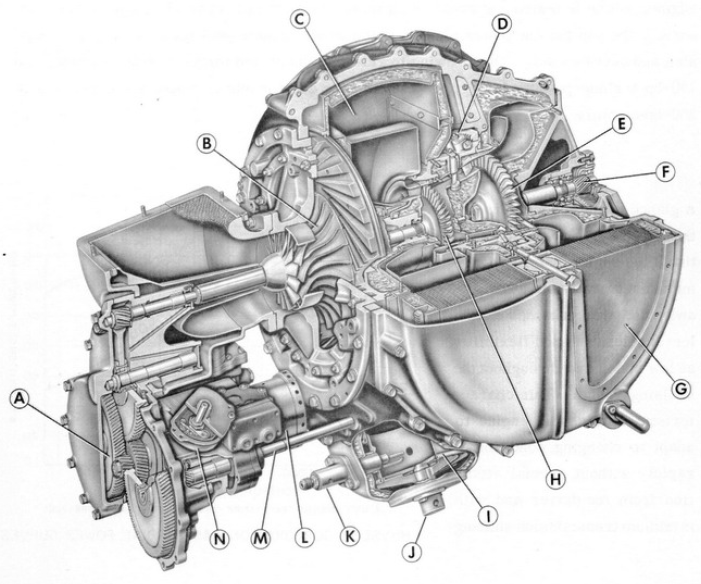
Turbina Chrysler.

Es tracta d'una turbina de gas amb dos rodets de turbina separats: un rodet acciona el compressor centrífug i l'altre rodet transmet la potència a les rodes motrius passant per un reductor d'engranatges. Una part important de la calor dels gasos d'escapament es recupera mitjançant dos discs ceràmics recuperadors.
Segons el croquis de la referència adjunta (no inclòs en aquest article), el funcionament és el següent:
L'aire és aspirat passant per l'entrada d'aire (A) i és comprimit en el compressor (B). Un difusor envia l'aire a la cambra de combustió (E) barrejat amb el combustible injectat per (C) i encès per la bugia o encenedor (D). A la cambra de combustió (E) es produeix la combustió de la mescla aire-combustible.
- Els gasos surten de la cambra de combustió i accionen el rodet del compressor, unit per un arbre al compressor (i els accessoris). Després actuen sobre el rodet de força o motriu, unit per un arbre al sistema reductor d'engranatges.
- Els regeneradors (H), dos discs ceràmics que giren lentament, s'escalfen amb els gasos d'escapament i transmeten la calor a l'aire comprimit a la sortida del compressor.
- Els gasos d'escapament, un cop han passat pels regeneradors, són expulsats per dos conductes d'escapament cap a l'atmosfera.

#### Temperatures
- Cambra de combustió: Uns 1700 F (927 C). Una referència indica 1400F (760 C).
- Gasos d'escapament a la sortida: Uns 140 F (60 C)[25]

#### Potència
- 130 CV (97kW), parell 576 Nm.[26]
- Ralentí 22.000 rpm. Revolucions màximes de disseny 44.600 rpm.[27]
- Arbre de sortida 3600 rpm.

#### Transmissió
L'arbre de sortida de la turbina anava connectat a una caixa automàtica Torqueflite (de tres velocitats més reversa) sense convertidor de parell. La mateixa turbina motriu actuava com a convertidor de parell.

#### Emissions
La combustió era molt neta. En els gasos d'escapament no hi havia monòxid de carboni, partícules de carbó sense cremar ni hidrocarburs. Però els òxids de nitrogen eren un problema difícil de solucionar degut a les altes temperatures de combustió.

#### La carrosseria
Segons disseny de l'enginyer Elwood Engel, 55 unitats foren fabricades manualment per l'empresa Ghia a Itàlia. El color escollit fou el “Turbine bronze” metalitzat, amb sostre de vinil negre. Un dels exemplars es va pintar completament de blanc i va protagonitzar el film "The Lively Set" (Jack Arnold. 1964).

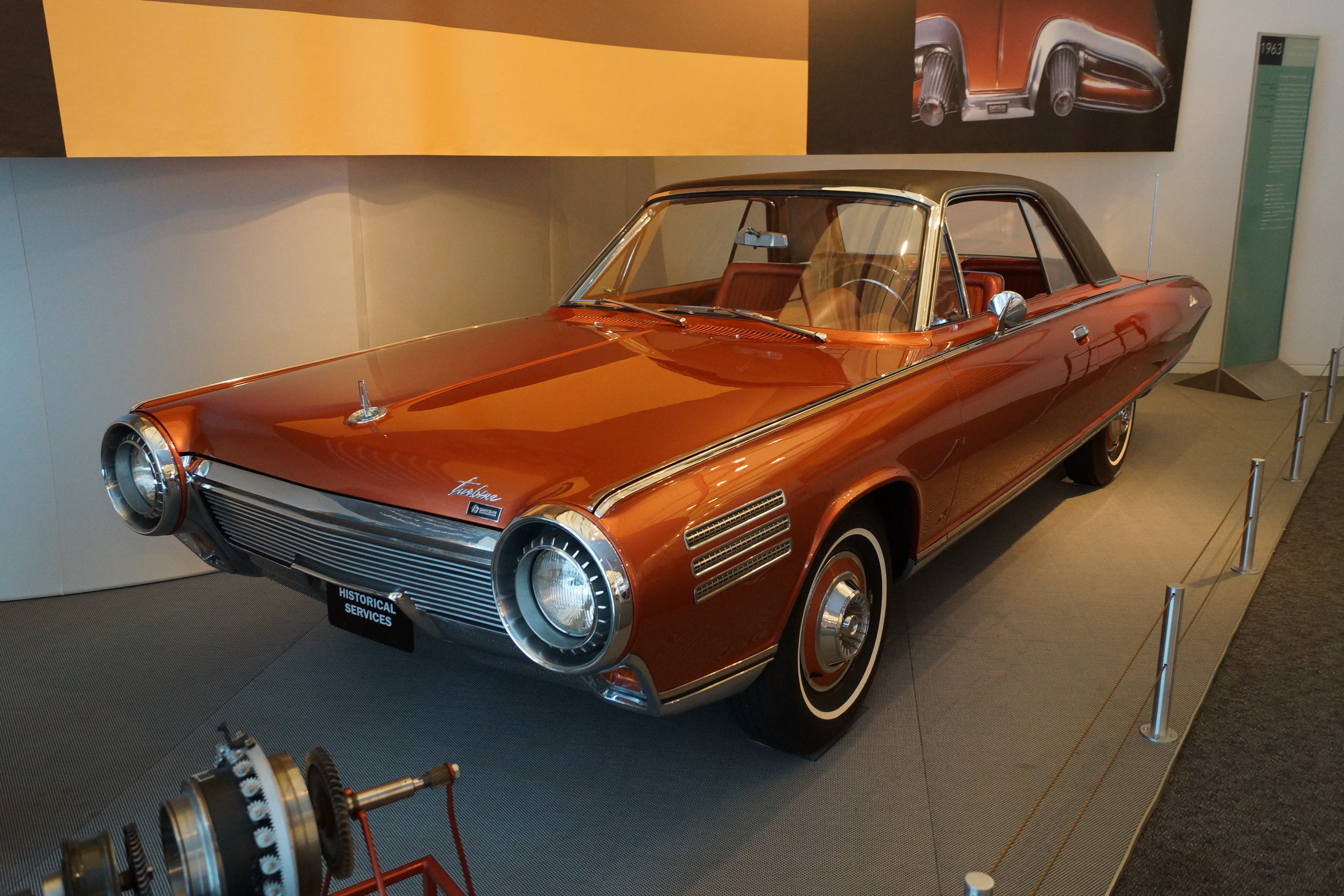
Automòbil Chrysler Turbine
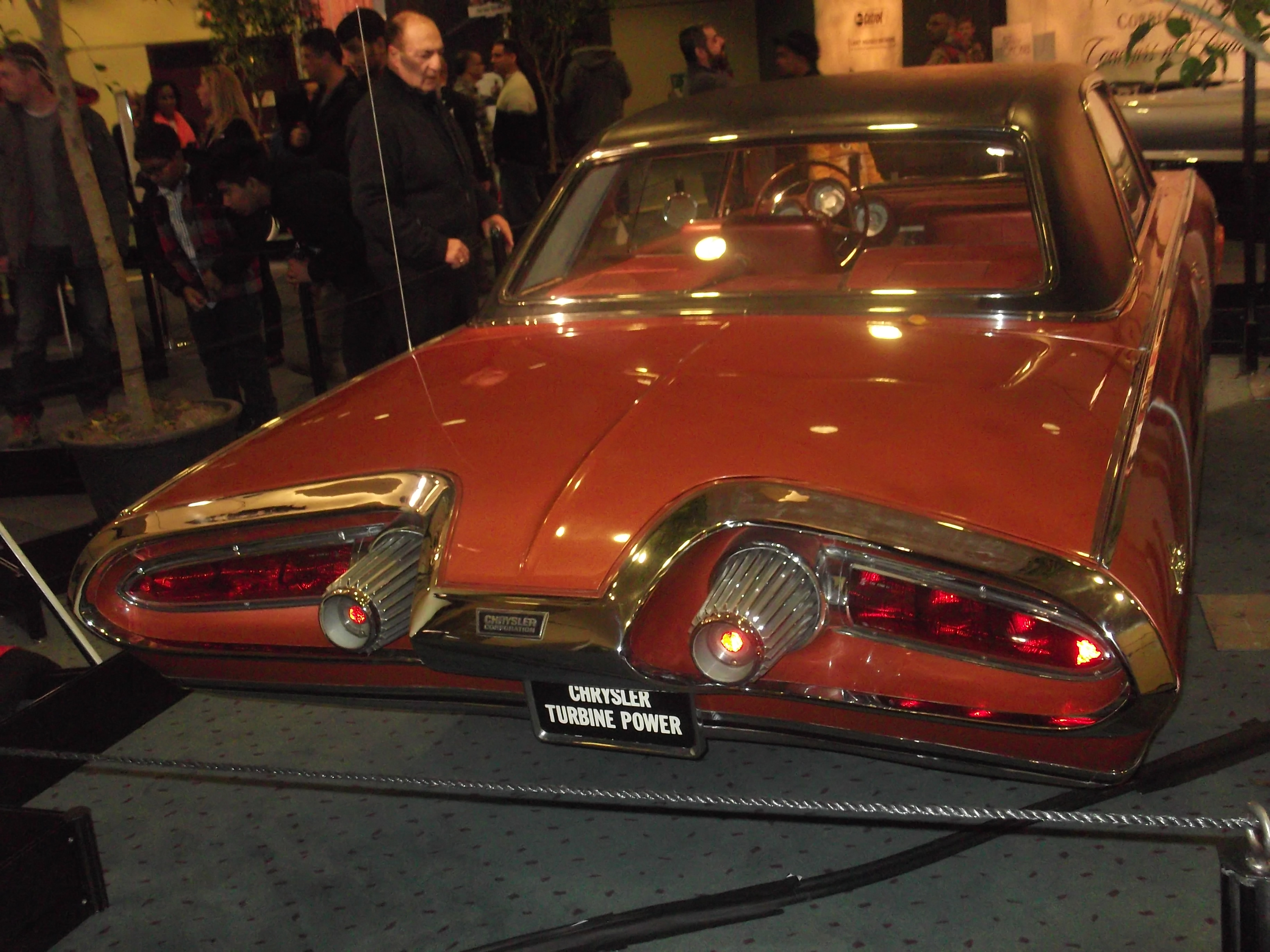
Automòbil Chrysler Turbine
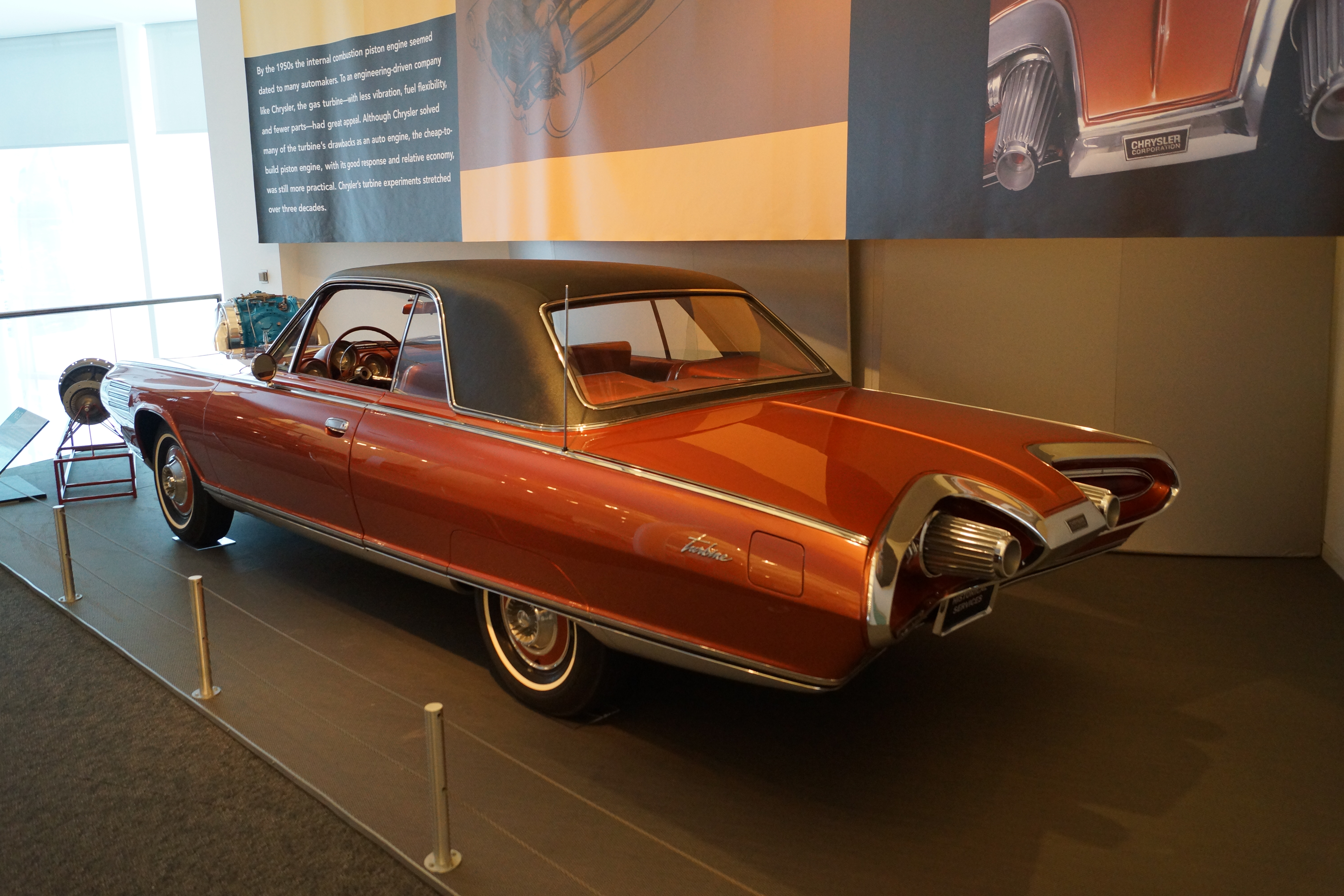
Automòbil Chrysler Turbine

### 1963. Competició. Rover-BRM
Rover-BRM

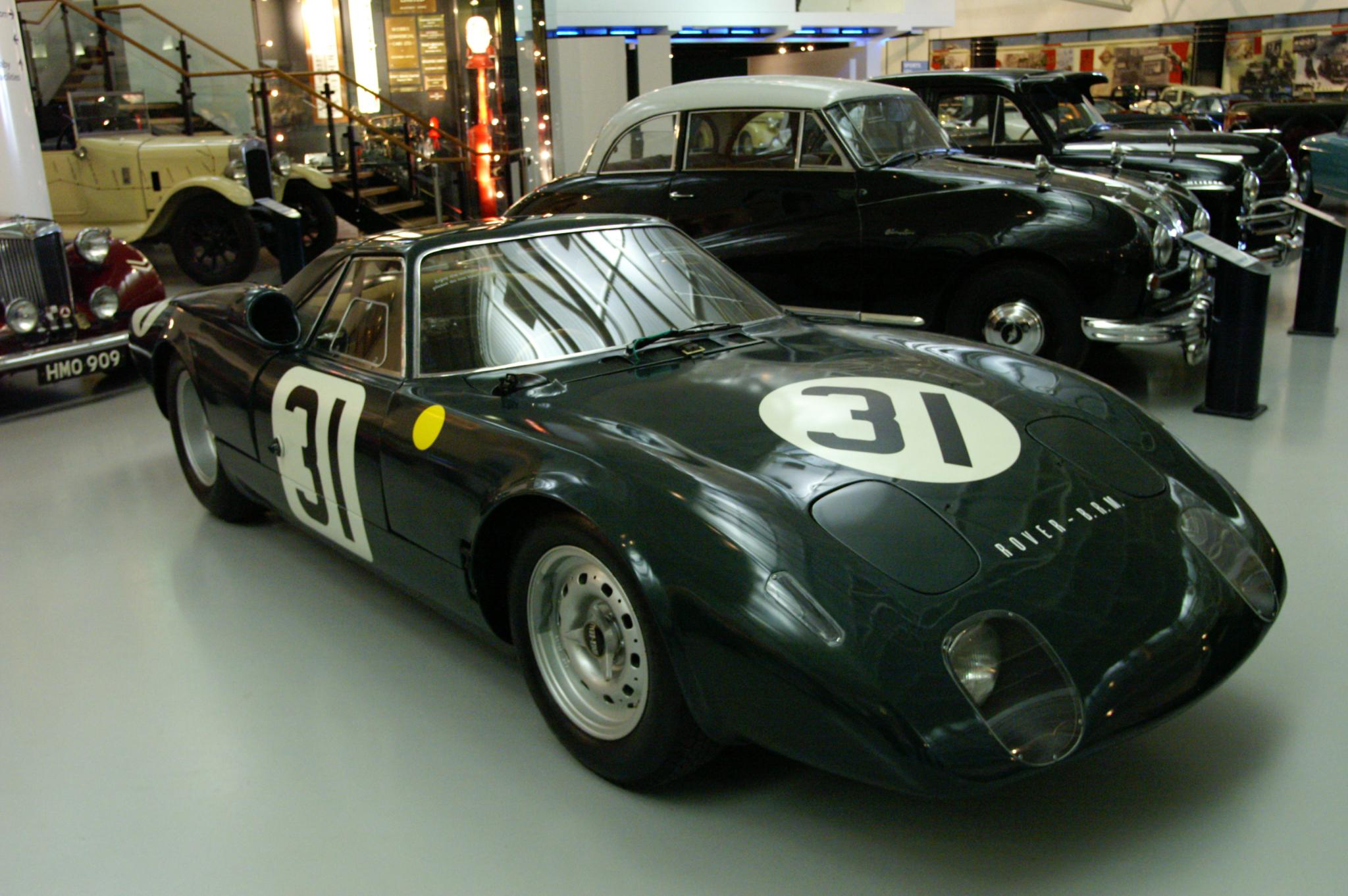
Rover-BRM de turbina. 1965.

- Turbina Rover. Simple compressor centrífug accionat per la turbina de compressor, cambra de combustió única i turbina motriu de l'arbre de sortida. Potència 150 CV.
- Vehicle. Prototipus BRM obert, adaptat a la turbina. El xassís es va aprofitar de l'automòbil de F1 accidentat l'any anterior pel pilot Richie Ginther. La carrosseria es va fabricar d'alumini, en forma de barqueta oberta.[29][5][30][31]
- Va participar en la cursa de les 24 hores de Le Mans fora de competició, amb el número 00.

### 1964-1965. Competició. Rover-BRM
La turbina fou modificada amb dos discs ceràmics per a recuperar calor, fent la funció de bescanviadors de calor. L'any 1964 no va participar en Le Mans. L'any 1965 va acabar la cursa amb la meitat de consum de combustible que el 1963.

### 1966. Competició. STP-Paxton Turbocar
STP-Paxton Turbocar

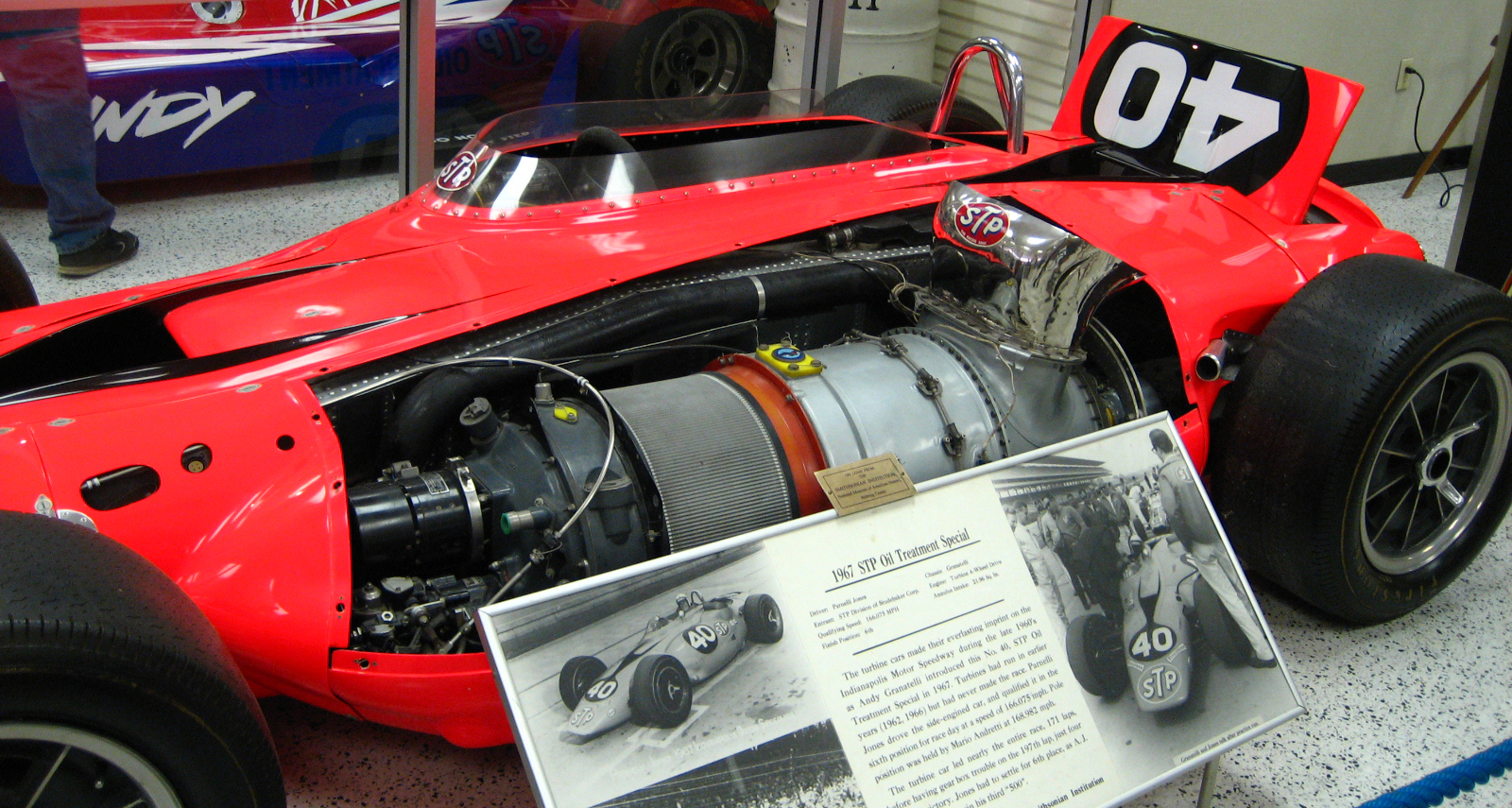
STP-Paxton Turbocar. 1967.

L'any 1967, el pilot Parnelli Jones va estar a punt de guanyar la cursa de les 500 milles d'Indianapolis al volant d'un cotxe de turbina. Es tractava d'un automòbil de disseny no gens convencional i completament asimètric. Projectat per l'enginyer Ken Wallis el motor se situava a l'esquerra del pilot i en paral·lel al mateix. Va dominar la cursa fins que es va haver de retirar per culpa d'un coixinet que costava sis dòlars a quatre voltes del final.
- La turbina era una Pratt & Whitney, model ST6B-62, fabricada a la fàbrica United Aircraft of Canada Ltd. Destinada a aplicacions industrials subministrava una potència de 550 CV a 6.200 rpm. El pes era de 262 lliures i disposava d'un certificat aeronàutic de 1.000 hores entre revisions.[32]
- Superfície d'entrada d'aire = 45 polzades quadrades (290,32 cm2)

### 1968. Competició. Lotus 56
Lotus 56

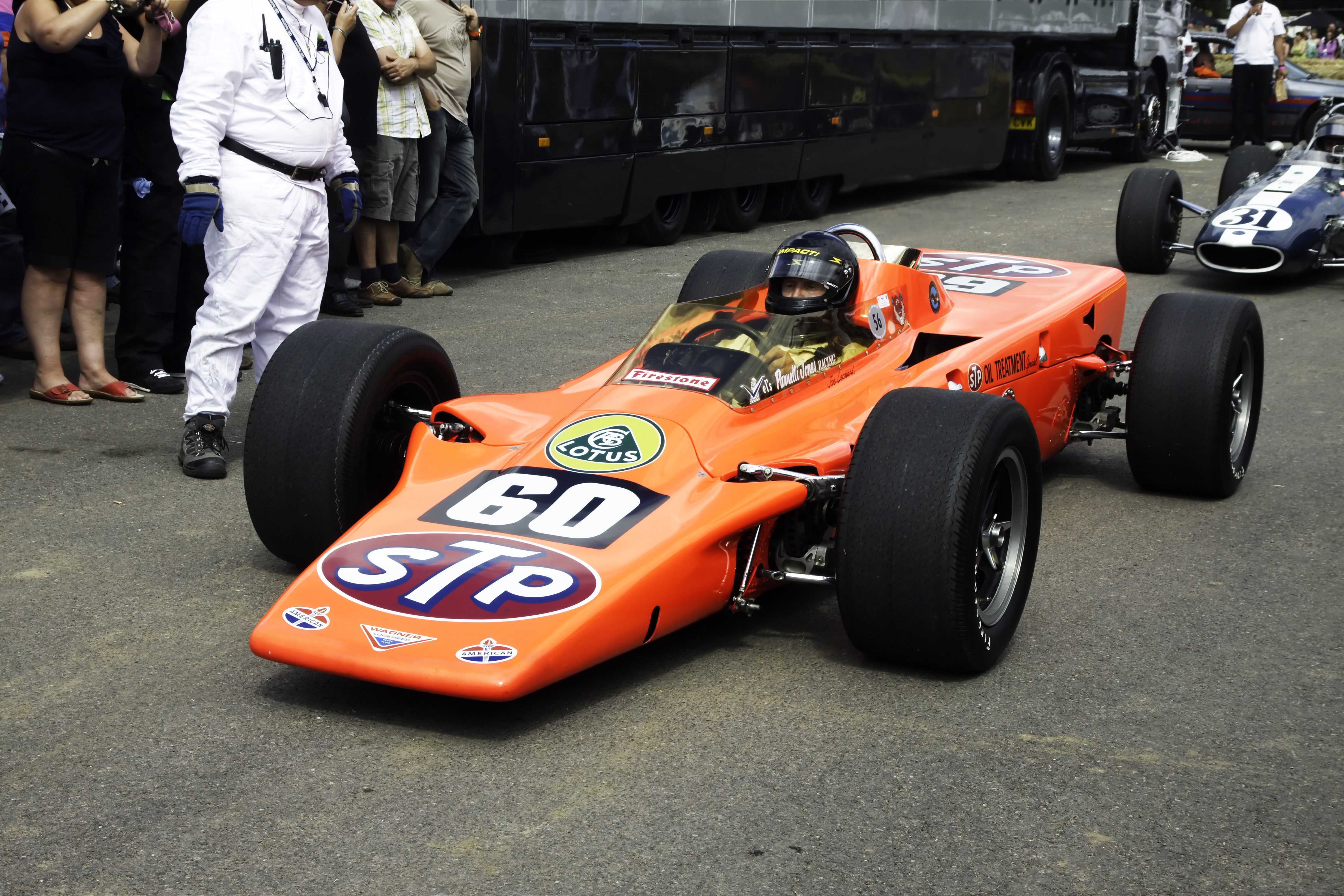
Lotus 56 STP Special.

L'any 1968, l'equip format per Andy Granatelli (patrocinador) i Colin Chapman i Maurice Philippe (director i enginyer de Lotus, respectivament) fabricaren un automòbil de competició per a les curses Indy, amb motor de turbina i quatre rodes motrius. La turbina era de la United Aircraft i el sistema de transmissió de Ferguson.
- El pilot Mike Spence va morir en un accident, provant aquest model d'automòbil. Malgrat la desgràcia, tres cotxes de turbina participaren en les 500 milles d'Indianapolis. Conduïts per Graham Hill, Joe Leonard i Art Pollard. Leonard va aconseguir la pole i dominar la cursa amb facilitat fins que es va trencar l'arbre de la bomba de combustible. A Pollard li va passar el mateix. Finalment Leonard va poder acabar 12è i Graham Hill 19è.
- Un aspecte interessant és la superfície d'entrada d'aire a la turbina. Durant la cursa era de 15 polzades quadrades, 96,77 cm2. (L'any anterior el límit del reglament era de 45 polzades quadrades, més del doble. Al final de temporada la USAC va rebaixar la superfície a 12 polzades quadrades -77,42 cm2-, una forma de limitar la potència de les turbines).

### 1968. Competició. Howmet TX
Howmet TX
El Howmet TX fou un automòbil de competició encarregat per la Howmet Corporation, una companyia especialitzada en materials d'altes prestacions. Dissenyat per Bob McKee, disposava d'un xassís tubular i una turbina Allison model 250C18. La potència era de 330 CV a 57.000 rpm. L'arbre de sortida, mitjançant un sistema de reducció, girava a 670 rpm. L'automòbil estava classificat com un prototipus del Grup 6 (segons la reglamentació de l'època equivalent a un motor convencional de 3 litres de desplaçament). El conjunt pesava 650 kg.

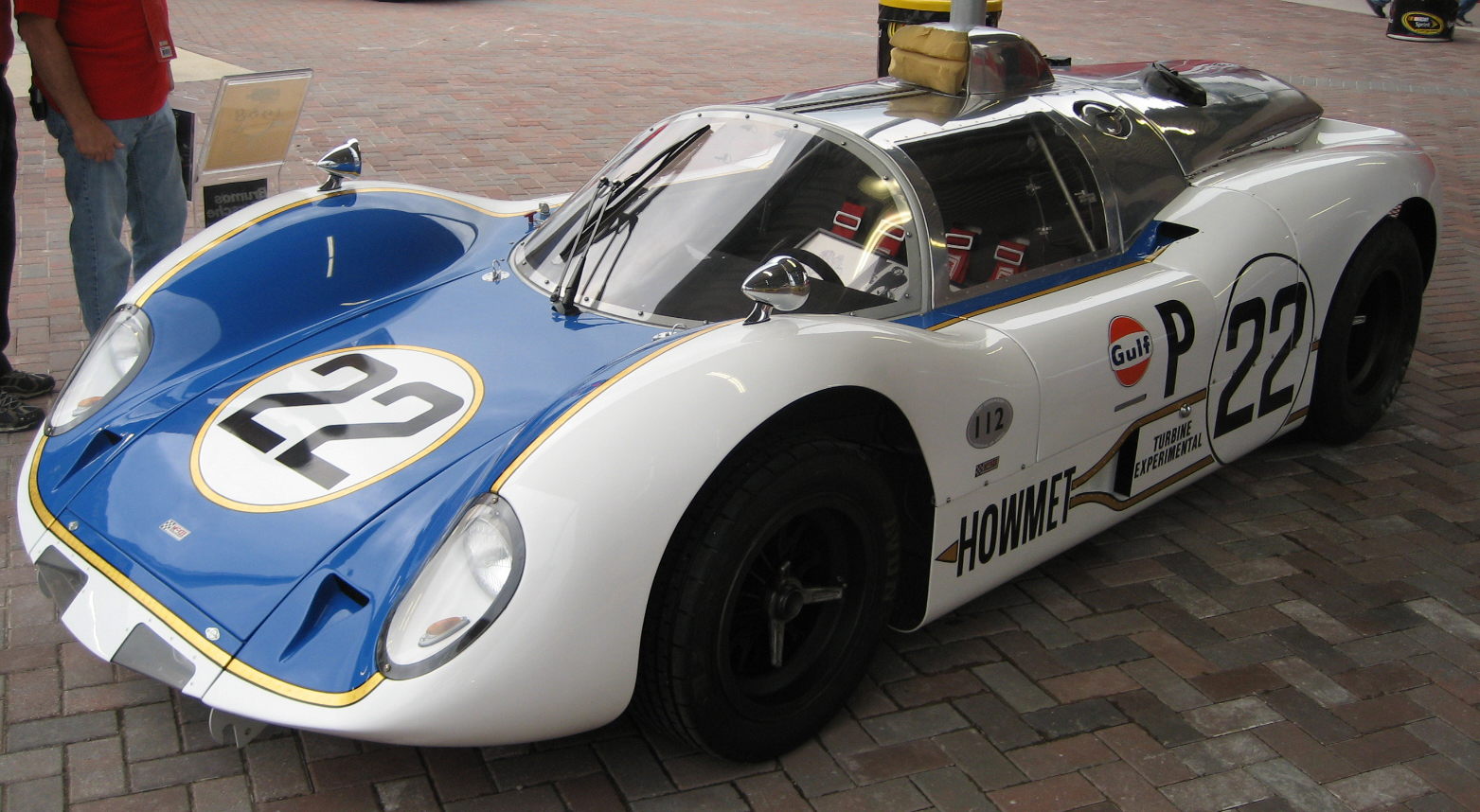
Howmet TX
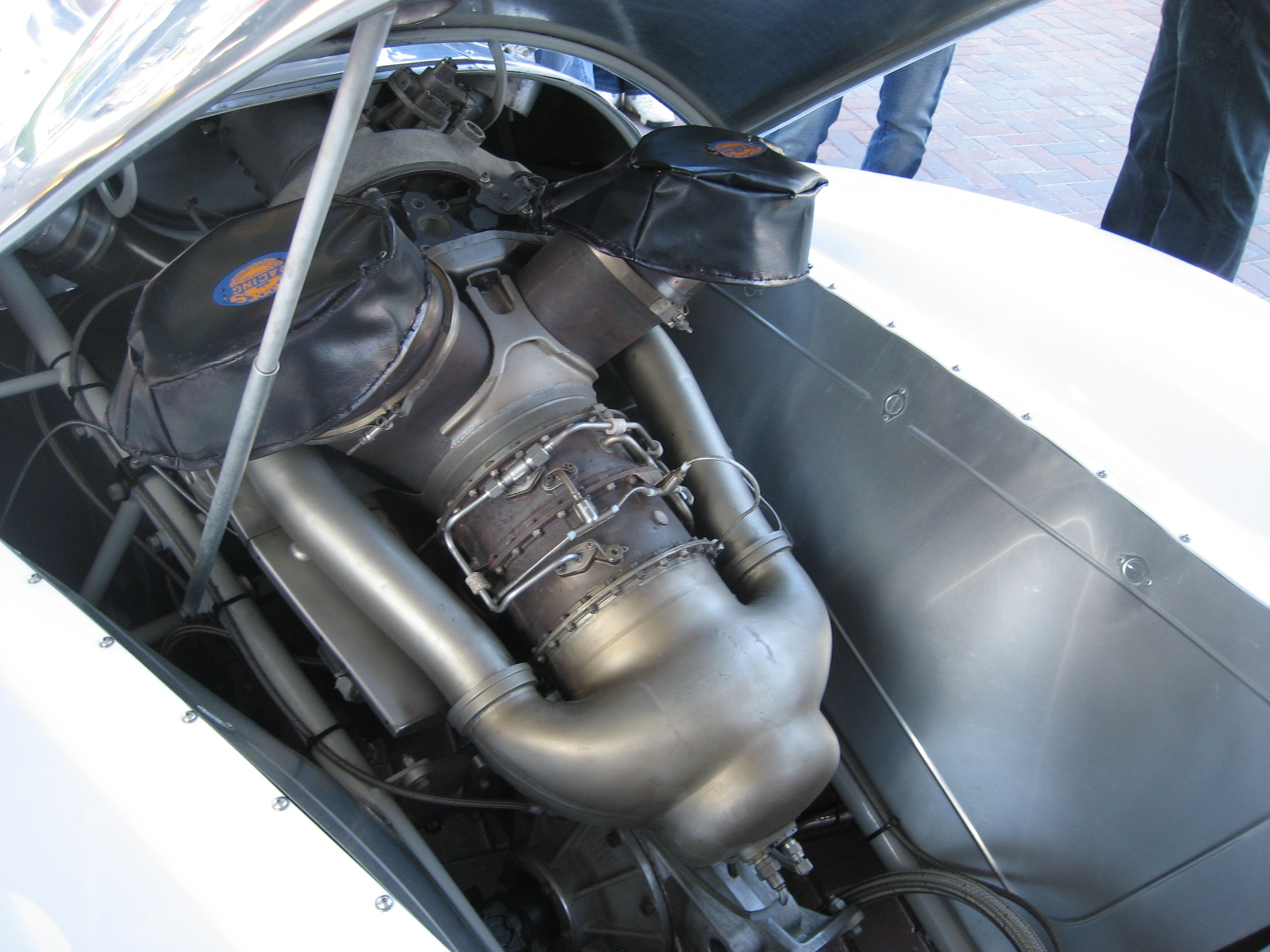
Turbina Allison 250C18 instal·lada en el xassís GTP3. Compareu les dimensions amb les del diferencial
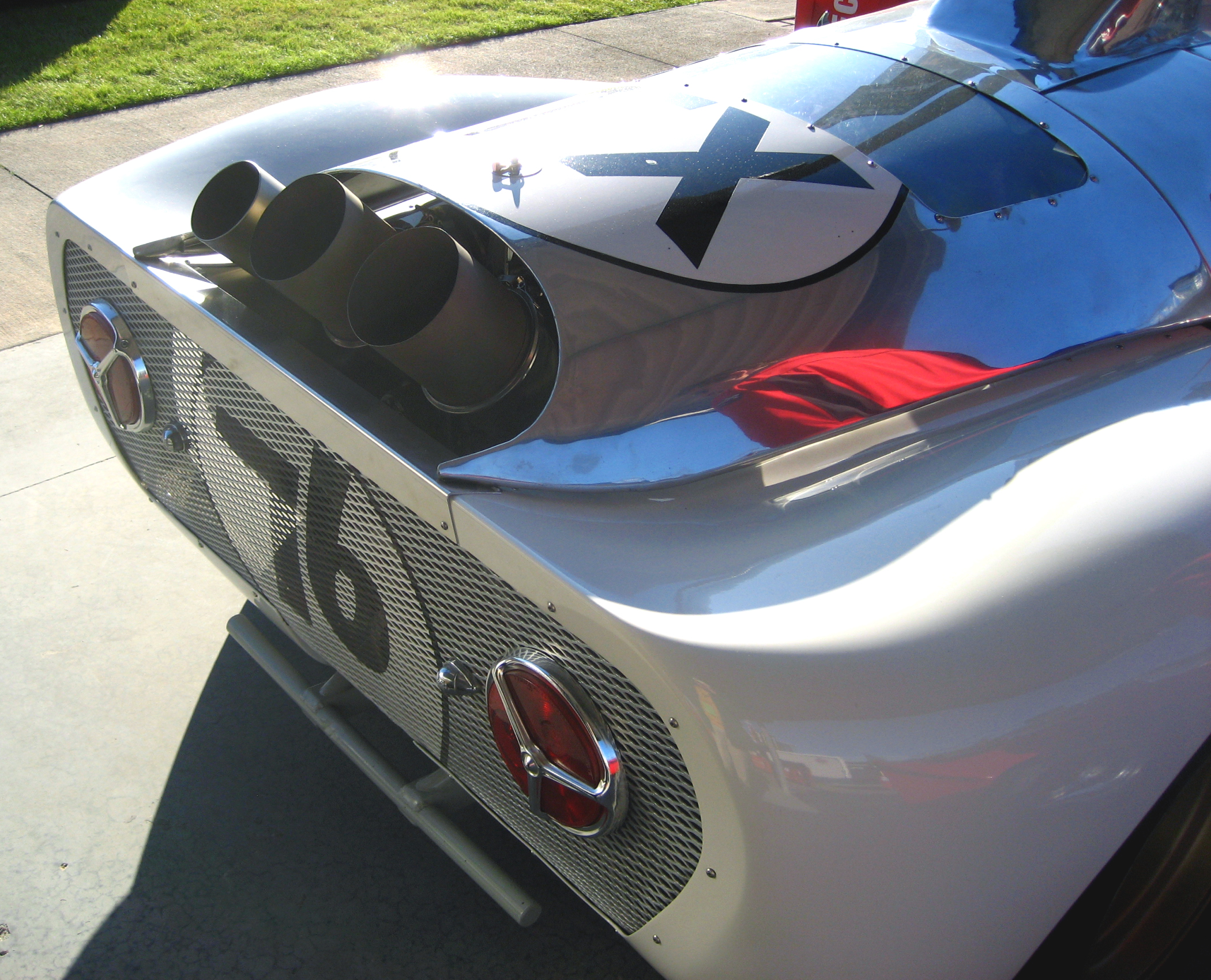
Sistema d'escapament. D'esquerra a dreta: sortida de la “wastegate”, escapament 1, escapament 2

### 1970. AMC Hornet
AMC Hornet
Un automòbil Hornet, transformat amb una turbina Williams, fou provat a la ciutat de Nova York per a determinar el seu rendiment i el grau de contaminació. L'operació estava finançada per la National Air Pollution Control Administration (predecessora de la EPA, United States Environmental Protection Agency). El motor de turbina pesava 113kg i mesurava 660x406 mm. Proporcionava una potència de 81 CV (60 kW) a 4.450 rpm. Els gasos d'escapament eren poc contaminants.

### 1971. Competició. Lotus 56B

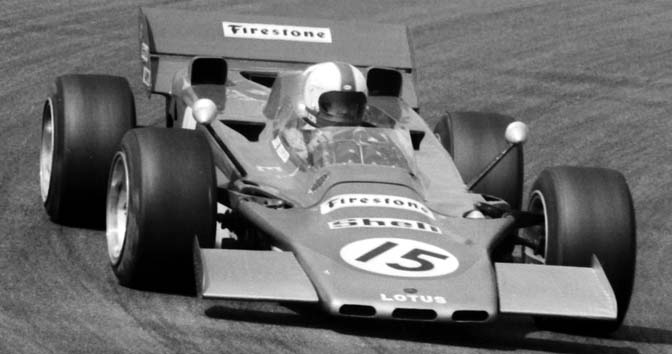
Un Lotus 56 B de F1, pilotat per David Walker a Zandvoort. 1971.

L'èxit del Lotus 56 a les 500 milles d'Indianapolis va fer que Colin Chapman es decidís a modificar el vehicle per adaptar-lo al reglament de la F1 de l'època. Els motors convencionals de 4 temps estaven limitats a un desplaçament de 3.000 cc. La fórmula d'equivalència per als motors de turbina era relativament complexa. Pratt & Whitney va adaptar la turbina suprimint un rodet del compressor axial (reduint la relació de compressió) i limitant l'àrea d'entrada d'aire.
La potència estimada era de 500 CV. El consum excessiu exigia dipòsits de combustible de 360 litres. Altres problemes importants eren el retard de resposta del motor en l'acceleració ("lag") i l'absència de fre-motor en les frenades. La carrosseria suplementava la forma de falca del model 56 amb un aleró integrat al darrere i un aleró a la part del davant.

### 1992. Volvo ECC

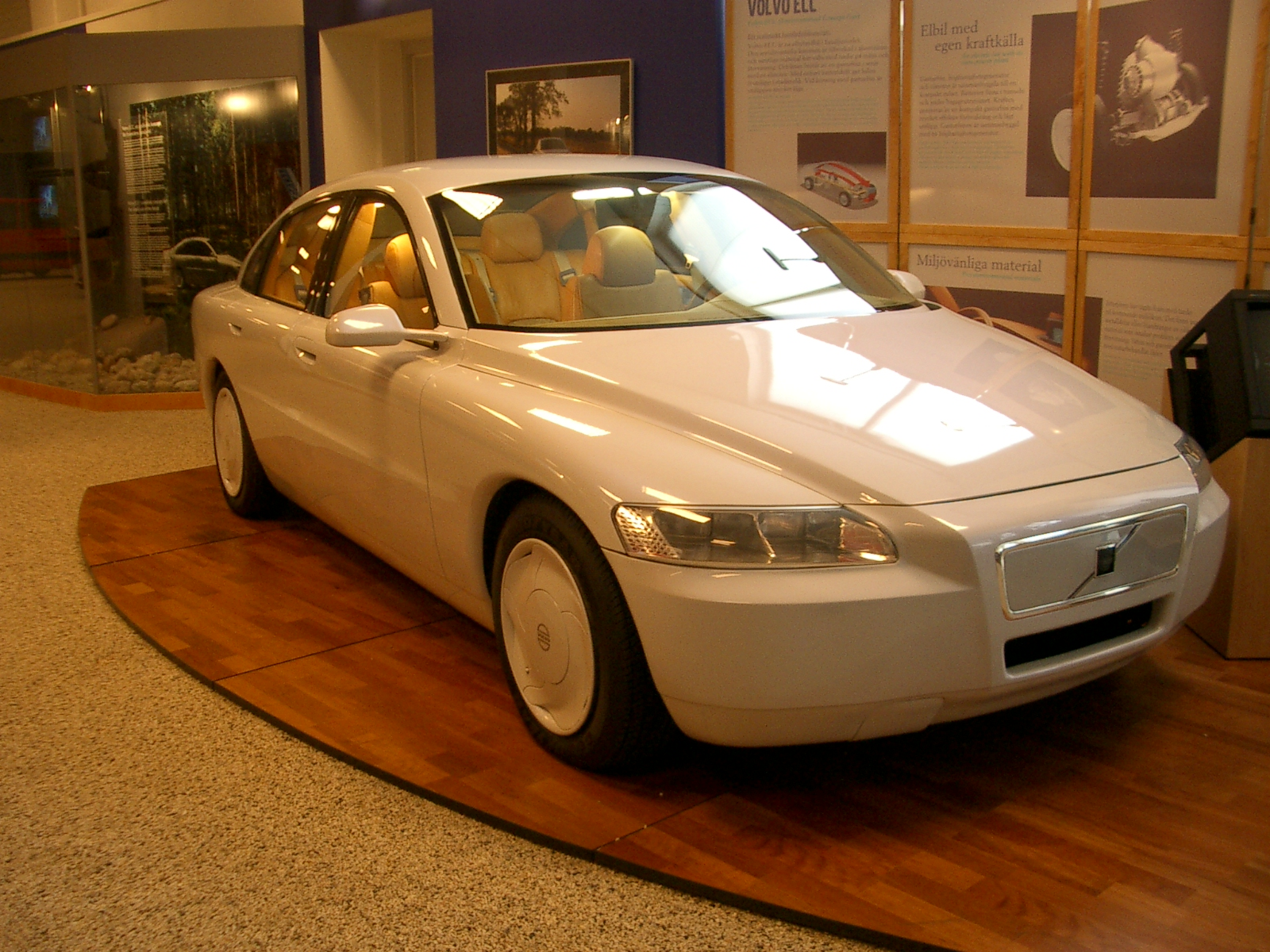
Volvo ECC.

El Volvo ECC (Environmental Concept car) és un sedan híbrid. El conjunt propulsor consta d'un grup (relativament petit i tensió de 120 V) de bateries elèctriques de níquel-cadmi, un motor elèctric de 95 CV, una turbina de 55 CV i un generador elèctric de 40 kW.
- La turbina fou dissenyada a Suècia al Royal Institute of Technology i gira a 50.000 rpm. Acompleix les estrictes normes sobre emissions contaminants de l'estat de Califòrnia.
- L'automòbil està basat en el Volvo 850. Amb una velocitat màxima de 160 km/h (100 mph), té una autonomia de 668 km (415 milles) i un rendiment de 19 km/l (45 milles per galó) a una velocitat de 88 km/h (55 mph).

### 1993. General Motors EV1 Series hybrid (Turbine)

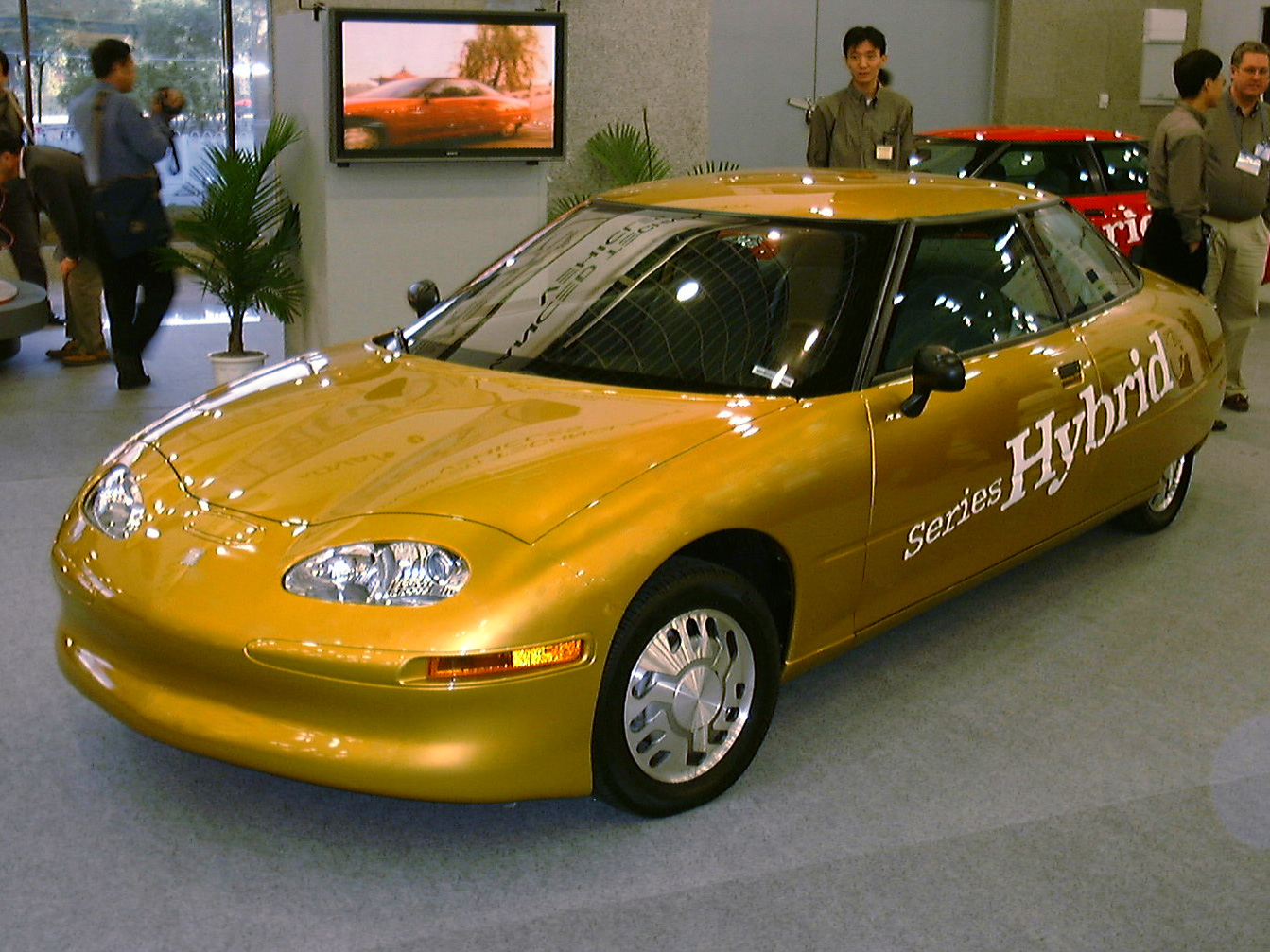
GMC EV1 Series hybrid.

Aquest vehicle híbrid estava basat en el vehicle elèctric General Motors EV1
amb una turbina APU adaptada.
- La turbina era de Williams International. Amb un arbre únic i sistema de regeneració (per bescanviador de la calor dels gasos d'escapament). Acoblada a un generador d'imant permanent.
- Pesava uns 100kg i mesurava 51 cm de diàmetre x 56 cm de llarg.
- Girava entre 100.000 i 140.000 rpm. I podia funcionar amb diversos combustibles: gasolina, querosè o gas natural liquat.
- Dipòsit: 24,6 l. Autonomia: 627 km. Consum 2,4-3,9 l/100km.
- Acceleració: De 0 a 60 mph (96,6 km/h) en 9 segons.

La turbina s'engegava automàticament quan el nivell de càrrega de les bateries baixava del 40%, generant 40kW. Potència suficient per a circular a 129 km/h i tornar a carregar les bateries fins al 50%.

### 2006. EcoJet concept car
L'anomenat EcoJet és un automòbil conceptual dissenyat per a rodar amb biodièsel. Fou el resultat d'una col·laboració entre Jay Leno i les empreses General Motors, Honeywell, Alcoa i BASF. Es tracta d'un vehicle propulsat per una turbina Honeywell LTS101 (abans 
Lycoming LTS101).

### 2010. Jaguar C-X75
Jaguar C-X75

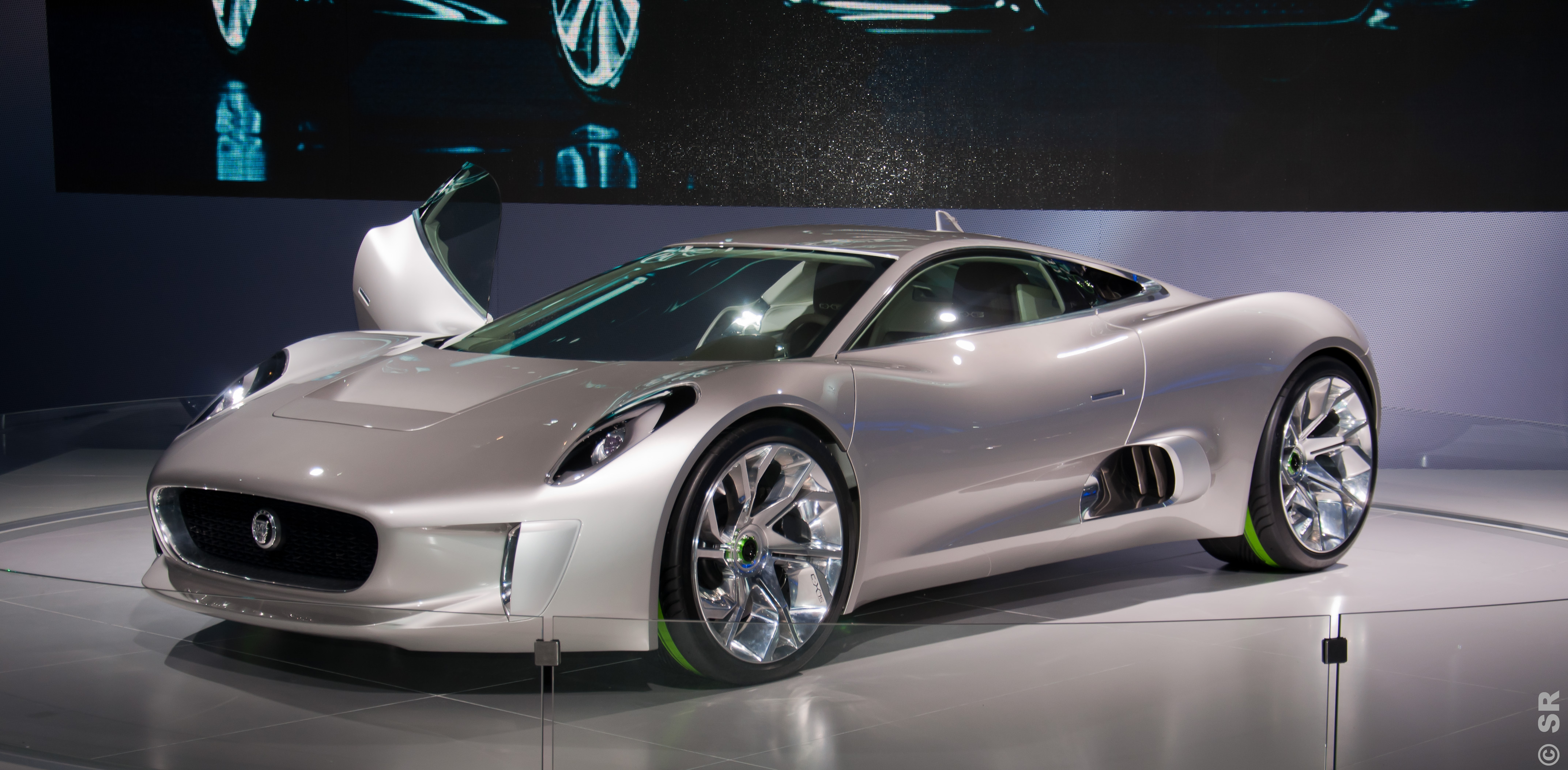
Jaguar C-X75.

Aquest model de Jaguar estava basat en un automòbil conceptual construït amb sistema híbrid de turbines de gas. En els primers prototipus estava format per turbines de gas, generadors, bateries i motors elèctrics.
- Dues turbines de gas i dos generadors girant a 80.000 rpm proporcionaven 140 kW per a la càrrega de les bateries.
- Un motor elèctric de 195 CV en cada roda (4 en total) assegurava la propulsió del vehicle. La potencia total sumava 780 CV i el parell de 1.600 Nm (1.180 ft lb)

#### Prestacions
- Velocitat màxima : Uns 330 km/h
- Acceleració: Des de 0 a 60 mph en 3,4 segons.

#### Model presentat en públic
El vehicle presentat en públic no disposava de turbines de gas. Foren substituïdes per un motor de 4 cilindres. Només les rodes posteriors tenien motors elèctrics.